# Salvelinus evasus
Salvelinus evasus és una espècie de peix de la família dels salmònids i de l'ordre dels salmoniformes.

## Hàbitat
Viu en zones d'aigües temperades.

## Distribució geogràfica
Es troba al llac Ammersee (sud d'Alemanya).